# Theatrum Europaeum

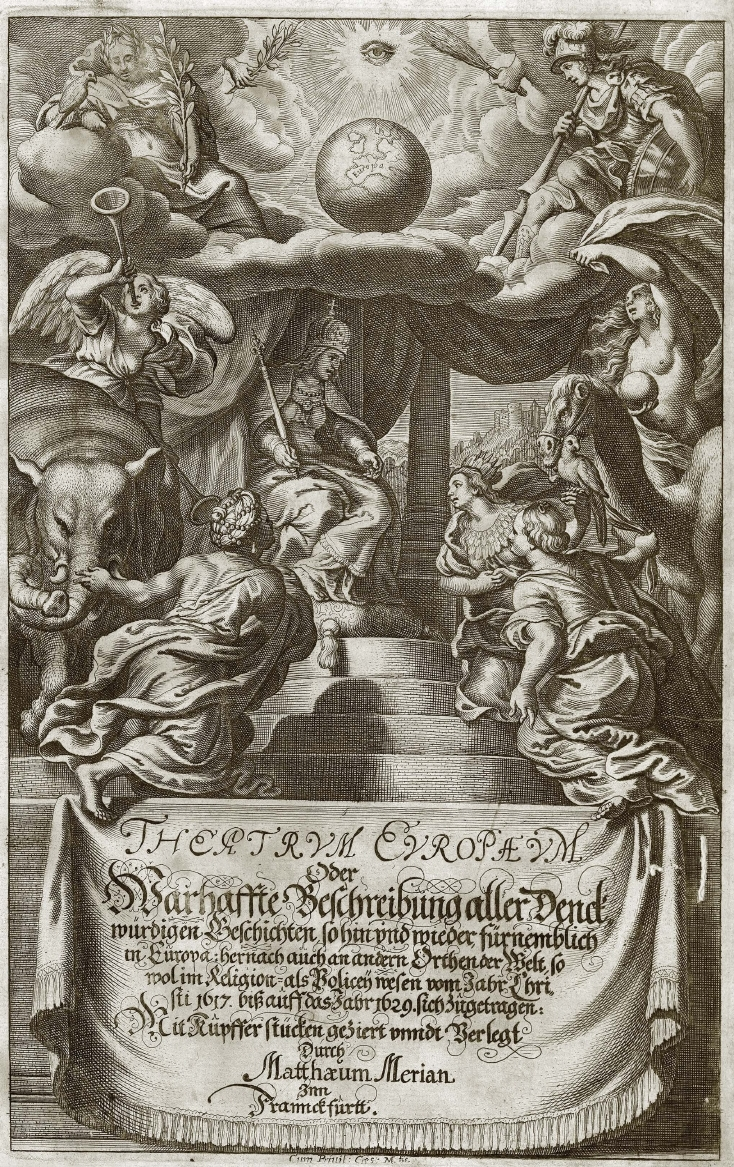
Titelkupfer des Theatrum Europaeum, Matthäus Merian zugeschrieben.

Theatrum Europaeum ist der Titel eines von Matthäus Merian begründeten und zwischen 1633 und 1738 in 21 Quartbänden erschienenen deutschsprachigen Geschichtswerkes. Besondere Bedeutung kommt der Reihe von Chroniken durch ihre zeitnah verfassten Schilderungen des Dreißigjährigen Krieges und der Regierungszeit Ludwigs XIV. sowie durch ihre 720 Kupfertafeln zu, von denen rund 140 von Merian selbst gestochen wurden. Der Umfang der Bände liegt zwischen rund 400 und 1500 Seiten.

## Publikationsgeschichte
Im Jahr 1633 publizierte der Kupferstecher und Verleger Matthäus Merian ein Werk mit dem Titel Historischer Chroniken Continuation oder Warhaffte Beschreibung aller … denckwürdigen Geschichten, so sich hin und wieder von 1629 biß 1633 zugetragen. Mit dem Wort Continuation (dt. „Fortsetzung“) knüpfte das Werk explizit an die Weltchronik Johann Ludwig Gottfrieds (um 1584–1633) an, die seit 1629 im selben Verlag erschien. Als Autor verpflichtete Merian den Elsässer Lehrer Johann Philipp Abele (zumeist: Abelin), der nach Gottfrieds Tod auch schon den letzten Band der Weltchronik geschrieben hatte. Die zwischen dem Ende der Gottfriedschen Chronik und der Continuation entstandene Lücke wurde 1635 mit einem weiteren Band geschlossen, der erstmals den späteren Titel der Reihe Theatrum Europaeum trug.
Zwei Jahre später ließ Merian den ersten Band von Johann Flittner (1618–1678) umarbeiten und begründete dies mit dem mangelnden Fleiß und der „Partheyligkeit“ Abeles. Der renommierte Merian-Experte Lucas Heinrich Wüthrich bemerkt hierzu, man gewinne den „Eindruck, es sei ihm seine deutlich geäußerte politische Einstellung gegen die Kaiserlichen und für die Schweden nach Gustav Adolfs Tod und besonders nach der für die Protestanten folgenschweren Niederlage bei Nördlingen 1634 nachträglich verübelt worden.“ Für den dritten und vierten Band gewann Merian Heinrich Oraeus und für den fünften Band den Arzt Johann Peter Lotichius (1598–1669) als Autoren. Die bis zu Merians Tod im Jahr 1650 erschienenen fünf Bände wurden in insgesamt elf Auflagen gedruckt, was darauf hindeutet, dass das Unternehmen wirtschaftlich äußerst erfolgreich war.
Nach Merians Tod führten dessen Nachfahren das Werk weiter. Als Autor wurde Johann Georg Schleder (1597–1685) verpflichtet, der die Reihe zunächst mit dem sechsten Band unter dem Titel Theatri Europaei Sechster und letzter Theil abschloss. Nach einer Unterbrechung von elf Jahren wurde die Reihe – offenbar aufgrund der immer noch vorhandenen Nachfrage – mit einem ebenfalls von Schleder verfassten siebten Band fortgesetzt. Auf Schleder folgten Martin Meyer und Wolfgang Jacob Geiger als Autoren, wobei letzterer nur den zweiten Teil des zehnten Bandes schrieb. Für die Bände elf bis fünfzehn ist kein Autor nachzuweisen. Für die Bände sechzehn bis einundzwanzig ist Daniel Schneider als Verfasser bezeugt. Der letzte Band wurde nach dem 1734 erfolgten Bankrott des Merianschen Verlagshauses von einem unbekannten Frankfurter Verleger im Jahr 1738 herausgegeben; danach wurde die Publikation eingestellt.

## Auflagenübersicht
| Band | Abgedeckter Zeitraum | Autor                                 | Auflage | Auflage   | Auflage   | Auflage   | Auflage   | Auflage     |
| Band | Abgedeckter Zeitraum | Autor                                 | I.      | II.       | III.      | IV.       | V.        | VI.         |
| 1.   | 1618–1628            | Joh. Phil. Abelin                     | 1635    | 1643      | 1662      | nach 1662 |           |             |
| 2.   | 1629–1633            | Joh. Phil. Abelin und Joh. Flittner   | 1633    | 1637      | 1646      | 1679      | nach 1679 | (nach 1679) |
| 3.   | 1633–1638            | Hch. Oraeus                           | 1639    | 1644      | 1670      | nach 1670 | nach 1670 |             |
| 4.   | 1638–1643            | I.P.A. V.M.                           | 1643    | nach 1643 | 1648      | 1692      |           |             |
| 5.   | 1643–1647            | Joh. Peter Lotichius                  | 1647    | 1651      | 1707      |           |           |             |
| 6.   | 1647–1651            | Joh. Georg Schleder                   | 1652    | 1663      | nach 1663 |           |           |             |
| 7.   | 1651–1657            | Joh. Georg Schleder                   | 1663    | 1685      | nach 1685 |           |           |             |
| 8.   | 1657–1660            | Martin Meyer                          | 1667    | 1693      |           |           |           |             |
| 9.   | 1661–1665            | Martin Meyer                          | 1672    | 1699      |           |           |           |             |
| 10.  | 1665–1671            | Martin Meyer und Wolfg. Jacob Geiger  | 1677    | 1703      |           |           |           |             |
| 11.  | 1672–1679            | (anonym erschienen)                   | 1682    | wohl 1707 |           |           |           |             |
| 12.  | 1679–1687            | (anonym erschienen)                   | 1691    | nach 1691 |           |           |           |             |
| 13.  | 1687–1691            | (anonym erschienen)                   | 1698    |           |           |           |           |             |
| 14.  | 1691–1695            | (anonym erschienen)                   | 1702    |           |           |           |           |             |
| 15.  | 1696–1700            | (anonym erschienen)                   | 1707    |           |           |           |           |             |
| 16.  | 1701–1703            | Daniel Schneider (anonym erschienen)  | 1708    | 1717      | nach 1717 |           |           |             |
| 17.  | 1704–1706            | Daniel Schneider                      | 1718    | 1720      |           |           |           |             |
| 18.  | 1707–1709            | Daniel Schneider                      | 1720    |           |           |           |           |             |
| 19.  | 1710–1712            | Daniel Schneider                      | 1723    | nach 1723 |           |           |           |             |
| 20.  | 1713–1715            | Daniel Schneider                      | 1734    |           |           |           |           |             |
| 21.  | 1716–1718            | Daniel Schneider und Gabriel Schweder | 1738    |           |           |           |           |             |